# Primero de Rifles Montados Cheroquis
El Primer Regimiento de Fusiles a Caballo Cheroquis fue una organización de tropas cheroquis que lucharon en el bando confederado durante la Guerra de Secesión. El Regimiento fue entrenado y asignado por Stand Watie, un conocido cheroqui a favor de la Confederación.

## Preparación del Regimiento
El Regimiento fue preparado por orden de Stand Watie cuando este aseguró el apoyo de los cheroquis a la Confederación, ya que él personalmente pensaba que la culpa de la guerra la tenían los Estados del Norte.
Aún con el estereotipo de que los sureños despreciaban a los indios americanos, Stand Watie prometió el apoyo militar de estos a los Estados Confederados. Para cumplir esa promesa, preparó el Regimiento de Rifles Montados, que él mismo dirigió y que tuvo bastante acción en la Guerra de Secesión.
El Regimiento se formó con voluntarios nativos y lucharon durante toda la guerra en el denominado como "territorio indio".

## Servicio en la Guerra de Secesión
En la Guerra de Secesión, las tropas de Stand Watie participaron en unos veintisiete combates importantes y en un sinfín de escaramuzas menores. 
Aunque en algunas de las batallas se desplegaron con tácticas de batalla campal, la mayor parte de las ocasiones utilizaba tácticas de guerra de guerrillas. 
Los hombres de Watie lanzaron numerosas incursiones desde el sur del río Canadiano por todo el Norte bajo administración del territorio indio, también en Kansas y Misuri, acabando así con muchos soldados unionistas. 
Estaban bastante mal equipados, y sus armas eran principalmente fusiles sacados de restos del ejército confederado o armas capturadas a los unionistas. Aun así los cheroquis se adaptaron bien adaptado a ese tipo de guerra. Watie fue ascendido a General de Brigada en mayo de 1864, debido a su mando al frente del regimiento.
Alguna de las victorias más espectaculares de Watie como Comandante del regimiento cheroqui incluyen las siguientes acciones:
- La captura de un barco de vapor unionista, el JR Williams, en junio de 1864.
- La captura de un barco de transporte de la Unión en la Segunda batalla de Cabin Creek en septiembre de 1864.

Sus tres acciones más famosas fueron 
- La quema de Rose Cottage, hogar del jefe John Ross
- La quema de la Casa del Consejo Cheroqui (Unionista) en octubre de 1863,
- La masacre del Primer Regimiento Colorado de Kansas y el 2.º de Caballería voluntaria de Kansas en la lucha de la bahía de Meadow en septiembre de 1864.

En febrero de 1865, Stand Watie recibió el mando del Departamento indio, pero no fue capaz de poner en marcha las operaciones ofensivas. Él lanzó a luchar a la mayor parte de sus tropas tras el colapso de la resistencia de la Confederación en la primavera de 1865. 
Stand Watie y su regimiento se rindieron oficialmente el 23 de junio de 1865, convirtiéndose en el último general confederado a deponer las armas.